# Олен (замок)
Олен (фр. château d'Olhain) — средневековый замок во Франции. Расположен в коммуне Френикур-ле-Дольман, в округе Бетюн, в департаменте Па-де-Кале, в регионе О-де-Франс, Франция. Является одним из лучших образцов средневековой фортификации в бывшем регионе Нор — Па-де-Кале. По своему типу относится к замкам на воде.

## Расположение
Замок находится в исторической области Артуа в долине реки Лав. Эта территория была плотно заселена ещё во времена античности. Здесь проходило много важных торговых путей из глубины континента к проливу Ла-Манш. Однако равнинный характер местности и отсутствие возвышенностей препятствовали строительству в этом регионе полноценной крепости. Лишь в Средние века были придуманы искусственные острова на специально созданных водоёмах, что позволило обеспечить естественную защиту во время нападения вражеских отрядов.

## История

### Находки эпохи неолита
В 2021 году в бассейне реки Лис для борьбы с наводнениями проведились работы по Лидар-картированию. Неожиданно в лесном массиве Олен случайно были обнаружены древние земляные укрепления. Их основу составляла система валов эпохи неолита. Центр городища окружали три насыпи максимальным диаметром около 500 метров. Перед каждой был выкопан ров шириной до пяти метров. 
Археологи оценили возраст памятника примерно в 6000 лет. Общая площадь комплекса достигает 25 гектаров. Основная часть валов и рвов очень хорошо сохранилась. По словам Жиля Леруа, представителя Регионального управление по делам культуры, необходимо обеспечить защиту этого сооружения как исторического памятника. В числе прочего требуется провести тщательные археологические раскопки совместно с Национальным управлением лесного хозяйства.

### Средние века

Герб рода Берже-Сен-Винок (дворянский род)

Дворянская семья Олен известная в области Артуа уже много веков. Первое упоминание о рыцарях из этого рода относиться к 1179 году. Тогда Гуго д’Олен, отцом которого был воин по имени Симон, встречается в одной из грамот. Позднее Гуго упоминался ещё не раз в различных документах в период с 1179 по 1213 год. Он стал известен как один из предводителей Четвёртого крестового похода, завершившегося взятием Константинополя в 1204 году и основанием Латинской империи. Этому рыцарю по традиции приписывают основание и строительство первого замка. Но от того раннего сооружения почти ничего не осталось. В 1239 году Жан д’Олен, сын Гуго, построил первую часовню около замка.
В 1387 году состоялся свадьба Марии д’Олен с Жаном де Ниелем (1355 – около 1424). Этот дворянин был одним из фаворитов бургундского герцога Жана Бесстрашного. Бракосочетание привело замок Олен в собственность семьи Нель. В 1407 году герцог Бургундский разрешил своему камергеру вырубить дубы в лесу Вольт, расположенному близ Удена. Общая сумма сделки составила 60 золотых экю. Древесина требовалась для строительства жилой укреплённой резиденции в Олене. Данный документ позволяет весьма точно датировать начало строительство нынешнего замка.
В 1409 году Аликс де Нель, леди Олен, вышла замуж за Жана I де Бергеса, великого ловчего Франции, губернатора Абвиля. Таким образом, вторично через династический брак замок сменил собственника. На этот раз Олен стал владением дома Берже-Сен-Винок. Представители данного рода владели резиденцией более 600 лет вплоть до её продажи в 1900 году.

### Эпоха Ренессанса
В XVI веке сеньоры замка Олен перешли из католичества в протестантизм. В то время Артуа был провинцией, зависимой от короля Испании. Этот монарх, в свою очередь, считал протестантов опасными еретиками, которых следует отправлять на костёр. Оказавшись перед сложным выбором, Шарль де Берж предпочёл объявить о том, что возвращается в лоно католической церкви. Он сумел добиться восстановления гражданства провинции Артуа непосредственно от короля Испании Филиппа IV. Документально это событие было подтверждено 3 июня 1628 года. Однако наместники Испанских Нидерландов относились к владельцам Олена с недоверием и очень редко останавливались в замке.
6 апреля 1641 года во время завоевания Артуа королём Людовиком XIII замок был захвачен солдатами Шампаньского полка. Во период осады Арраса замок штурмом взяли отряды испанцев. При этом они взорвали две башни. 

### XVIII век

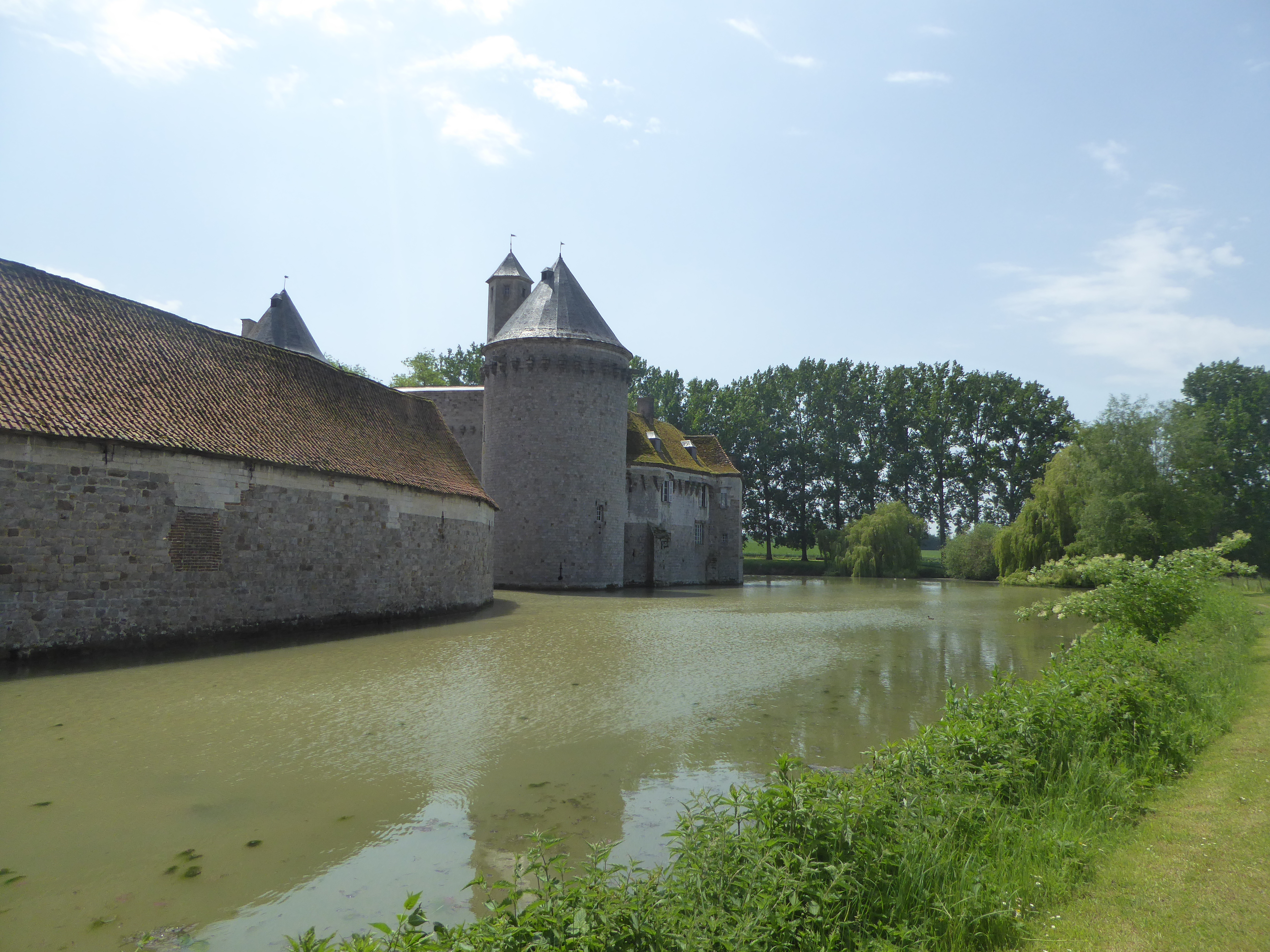
Форбург и основной замок

В 1710 году во время Войны за испанское наследство армия союзников, в которой главную роль играли голландцы, осадила и заняла город Бетюн. Примерно в это же время один из отрядов подступил к Олену. Во время обстрела осадной артиллерии сооружения комплекса получили серьёзные повреждения. Вскоре французский гарнизон капитулировал. Замок оказался под контролем армии Голландии.
Несмотря на все разрушительные последствия военных конфликтов семья Берж-Сен-Винок сохранила контроль над родовой резиденцией. В первой трети XVIII века представители рода затеяли масштабную реконструкцию Олена. При это одновременно был перестроен с нуля замок в местечке Бубер-сюр-Канш, также входивший в число владений рода Берж-Сен-Винок. В итоге именно эта резиденция и стала основной. Её объявили административным центром княжества Раш (на территории современного поселения Раш). Однако Олен не был заброшен, хотя собственники здесь больше не проживали. Замок превратили в центр охотничьих угодий. Его регулярно ремонтировали и содержали в хорошем состоянии. На протяжении нескольких десятилетий комплекс оставался в статусе охотничьего замка.
В 1757 году скончался Эсташ Жозеф де Бержес, виконт Арлё. После его смерти поместья Бубер и Олен были разделены между сыновьями владельца. Старший, Филипп Адриен Жозеф Гислен де Берже (1742–1773), унаследовал Бубер. Эти земли, на которых располагалось княжество Раш были проданы в 1828 году после смерти его единственной дочери. Младший, Франсуа Дезире Мари Гислен де Берже (1747–1802), унаследовал Олен. Этим поместьем и замком его потомки владели до 1900 года.

### XIX век
С первой половине XIX века семья Берж-Сен-Винок постоянно проживала в Олене. Это был одновременно и административный центр родовых земельных угодий. Доходы семьи позволили провести масштабную перестройку замковой капеллы. После 1870 года владельцы Олена предпочитали проживать в Нормандии, в замке Ран. В 1907 году род пресёкся.

### XX век

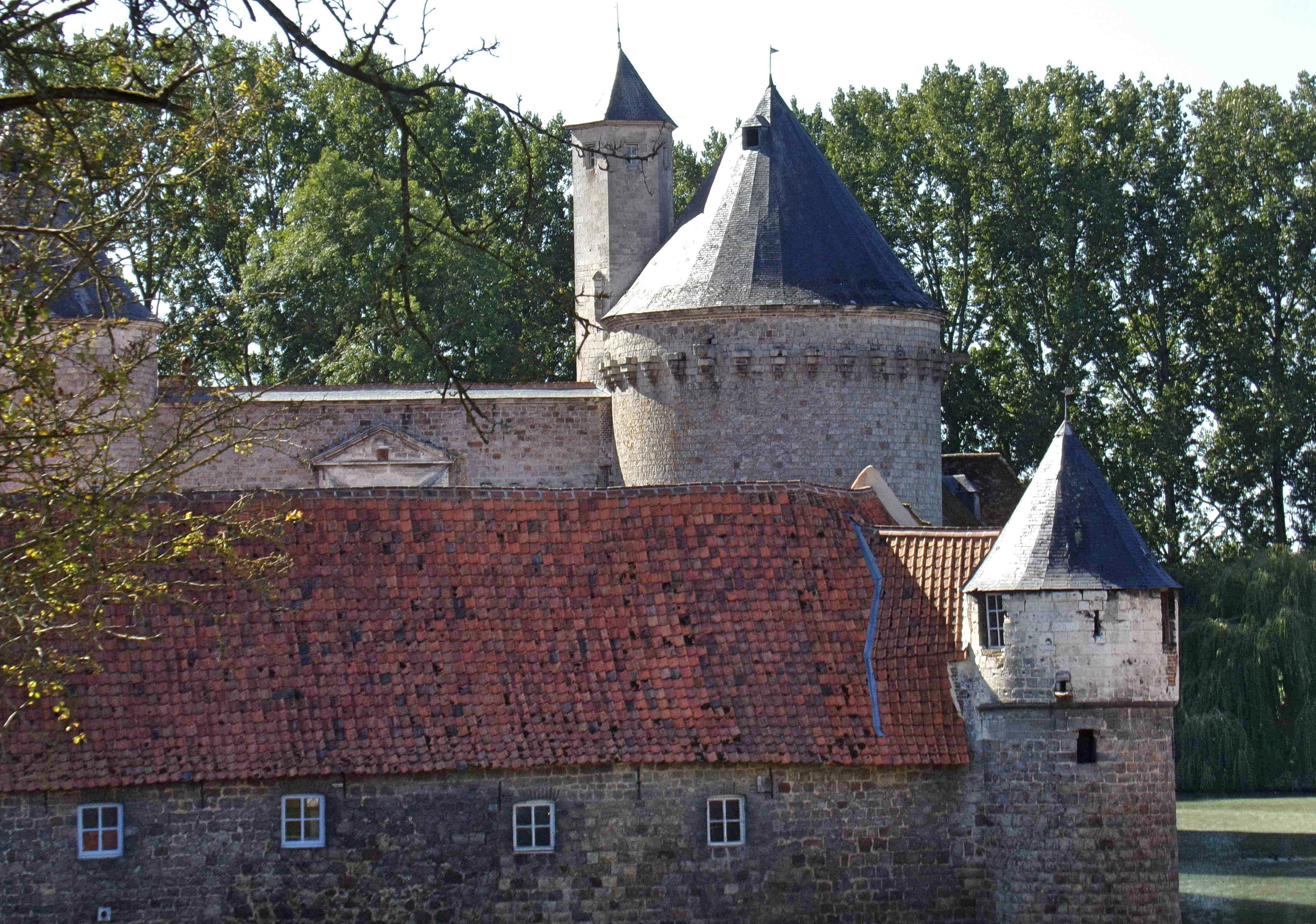
Башни замка

В XX веке замок Олен перешёл в собственность семьи Дютуа. Представители этого рода взяли на себя обязательство сохранить и приумножить богатое культурное наследие региона. Летом кто-то из членов семьи использует замок как жилую резиденцию.
Олен благополучно пережил сначала разрушительные последствия боевых действий Первой мировой войны. При этом в ноябре 1915 года замок некоторое время служил штаб-квартирой командующего французской 25-й пехотной бригадой. В резиденции размещался генерал и его штаб. 
Затем комплекс чудом сохранился во время Второй мировой войны. Его обошли стороной и события Французской кампании 1940 года, и последствия Высадки союзников в Нормандии в 1944-м.
В 1950-е годы началась постепенная реставрация замка. Со временем все сооружения удалось привести в порядок. 12 апреля 1989 года замок был внесён в список исторических памятников Франции.

## Современное использование
Замок открыт для посещений в летний сезон. В программу визита входит посещение капеллы, старинной пекарни, сторожевой башни, а также комнаты стражи. В этом помещении на большом камине из песчаника изображён герб дома Бержк — Сен-Винок. Кроме того, посетителям предлагают прогулку по тропе вдоль замкового рва.
Периодически в замке проводятся фестивали средневековой культуры. По договорённости с собственниками возможна аренда комплекса для организации вечеринок, корпоративных мероприятий или свадебных торжеств.
В зимнее время года обитаема только прилегающая к комплексу сельскохозяйственная ферма. Сам замок закрыт.

## Описание замка
Замок состоит из двух частей. Каждая расположена на отдельном искусcтвенном острове и окружена водой. На меньшем острове, который находиться почти в центре искусственного озера, находится основаной замок (цитадель). Здесь были построены здания дворянской резиденции. Единственный вход с восточной стороны охраняли две мощные оборонительные круглые башни. Обе увенчаны коническими черепичными крышами. Высота самой высокой башни (расположена в глубине комплекса и выполняет фунrцию лестничной) достигает 30 метров. С её смотровой площадки на верхнем этаже открывается прекрасный вид на окружающие просторы. Жилое здание, замыкавшее внутренний двор с западной стороны, не сохранилось.
Более крупный остров играл роль форбурга. Он также был обнесён по периметру каменной стеной, которая огораживала достаточно просторный двор. Здесь располагались склады, кузница, пекарня, конюшни и многочисленные хозяйственные постройки. Попасть на оба острова можно было только по подъёмным мостам. В настоящее время часть рвов вокруг форбурга засыпана. 

## Галерея

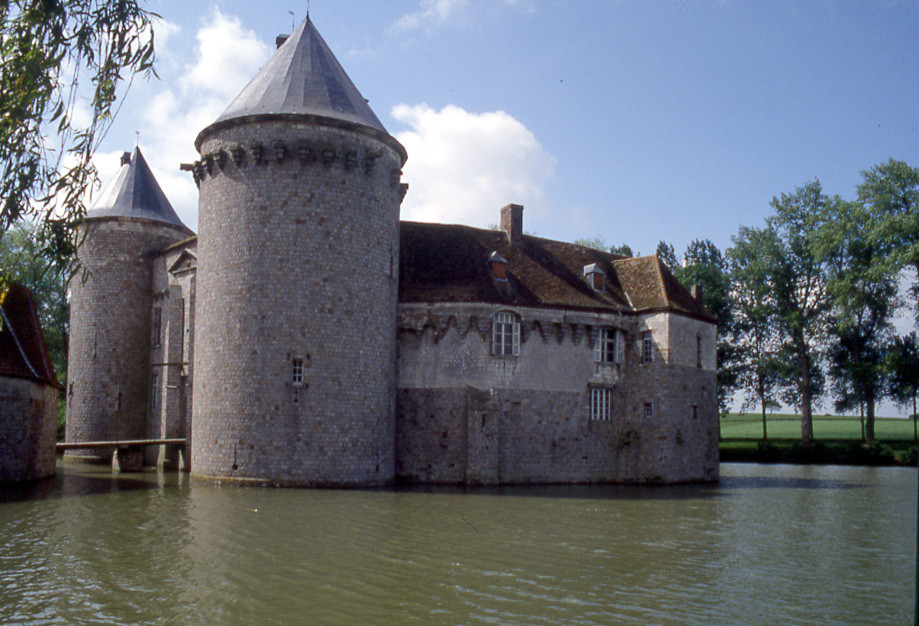
Вид замка с северной стороны
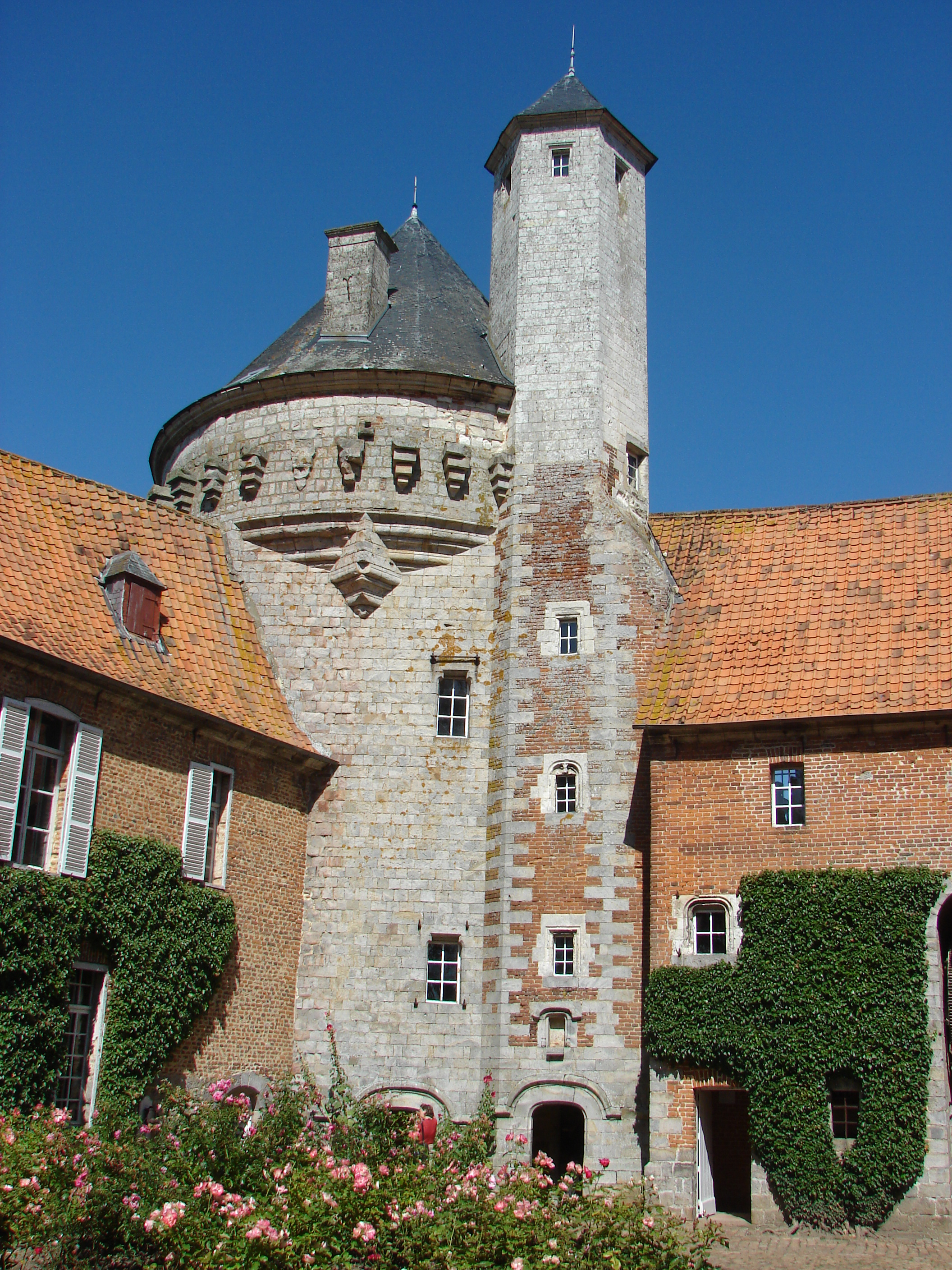
Вид оборонительной и примыкающей к ней лестничной башен
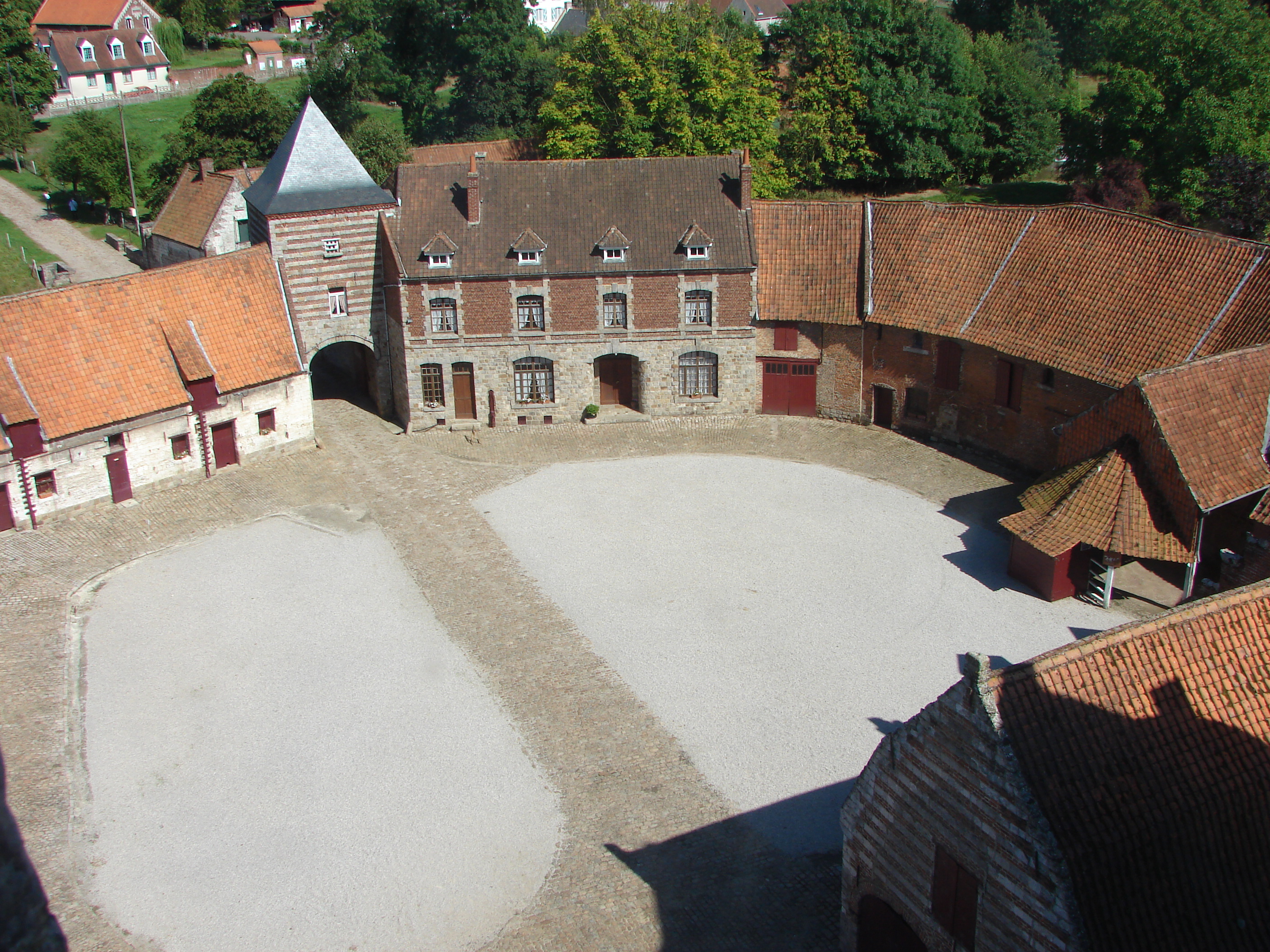
Двор форбурга
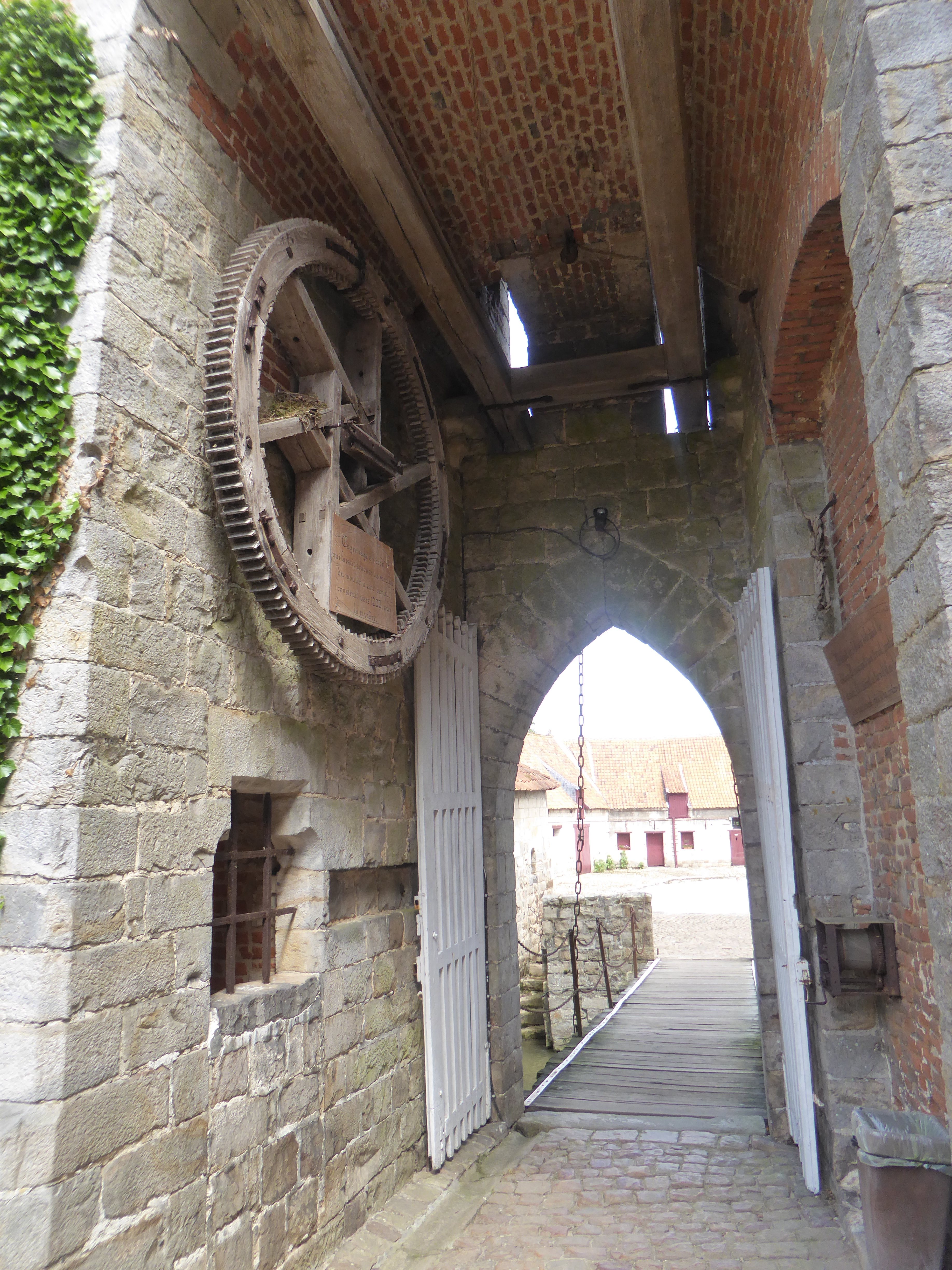
Ворота и подъёмный мост, ведущие в замок
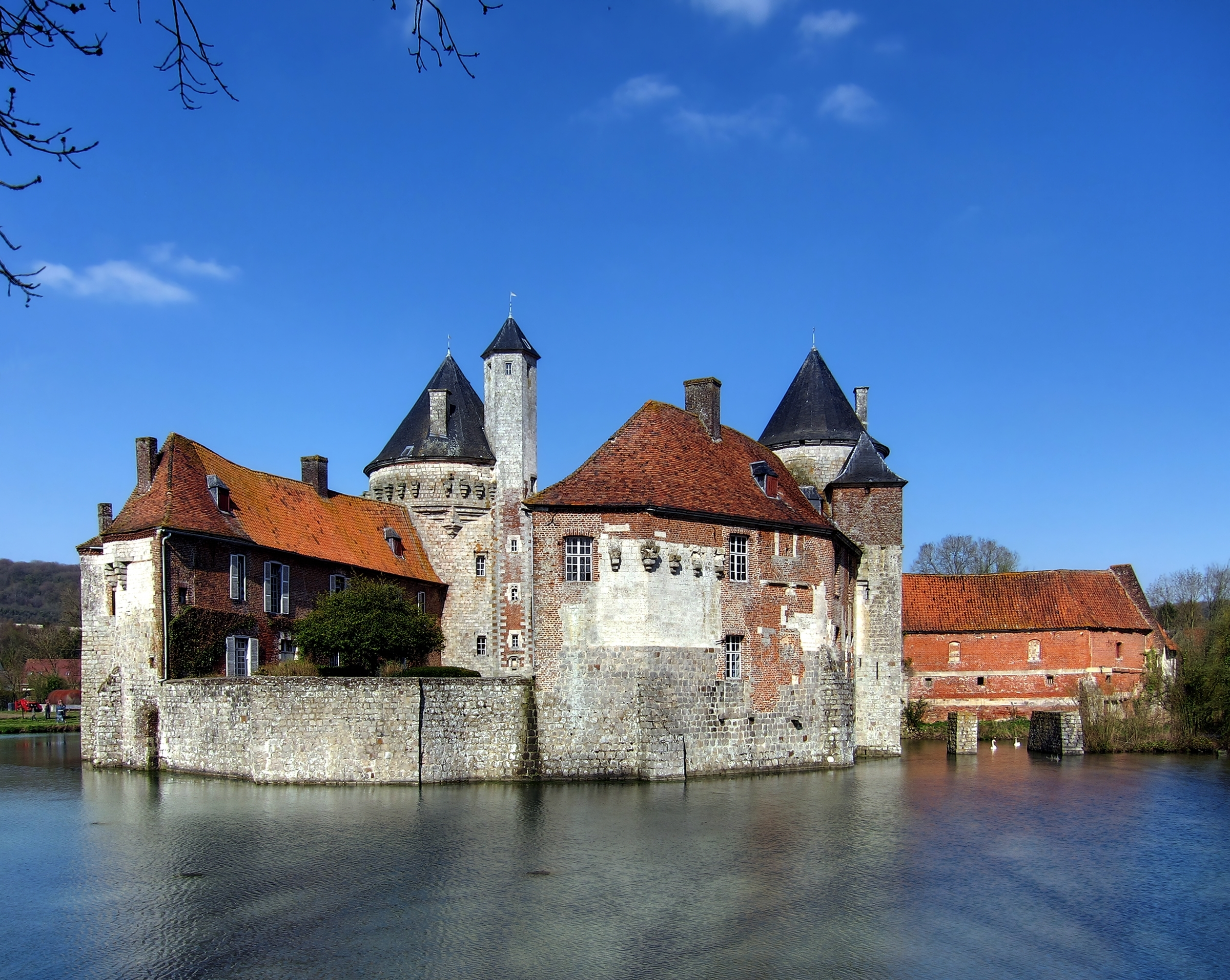
Вид на замок с северо-западной стороны